# Schwarzsteißaguti
Das Schwarzsteißaguti (Dasyprocta prymnolopha) ist eine Art der Agutis. Es lebt im nordöstlichen Brasilien, das Verbreitungsgebiet reicht vom Bundesstaat Pará bis in den Norden von Minas Gerais.

## Merkmale
Das Schwarzsteißaguti erreicht eine Kopf-Rumpf-Länge von etwa 45,0 bis 52,5 Zentimetern. Die Schwanzlänge beträgt 18 bis 30 Millimeter, die Ohrlänge 36 bis 43 Millimeter und die Hinterfußlänge 95 bis 115 Millimeter. Die generelle Rückenfärbung ist gelb-orange mit leichter schwarzer Sprenkelung. Der Vorderkörper ist dunkler gefärbt, der Rumpf ist keilförmig mit längeren schwarzen Haaren bedeckt. Der Hinterkopf ist schwärzlich, im Nacken befindet sich ein Kamm aus längeren dunklen Haaren. Im Aussehen entspricht es ansonsten weitgehend dem Goldaguti (D. leporina).

## Verbreitung

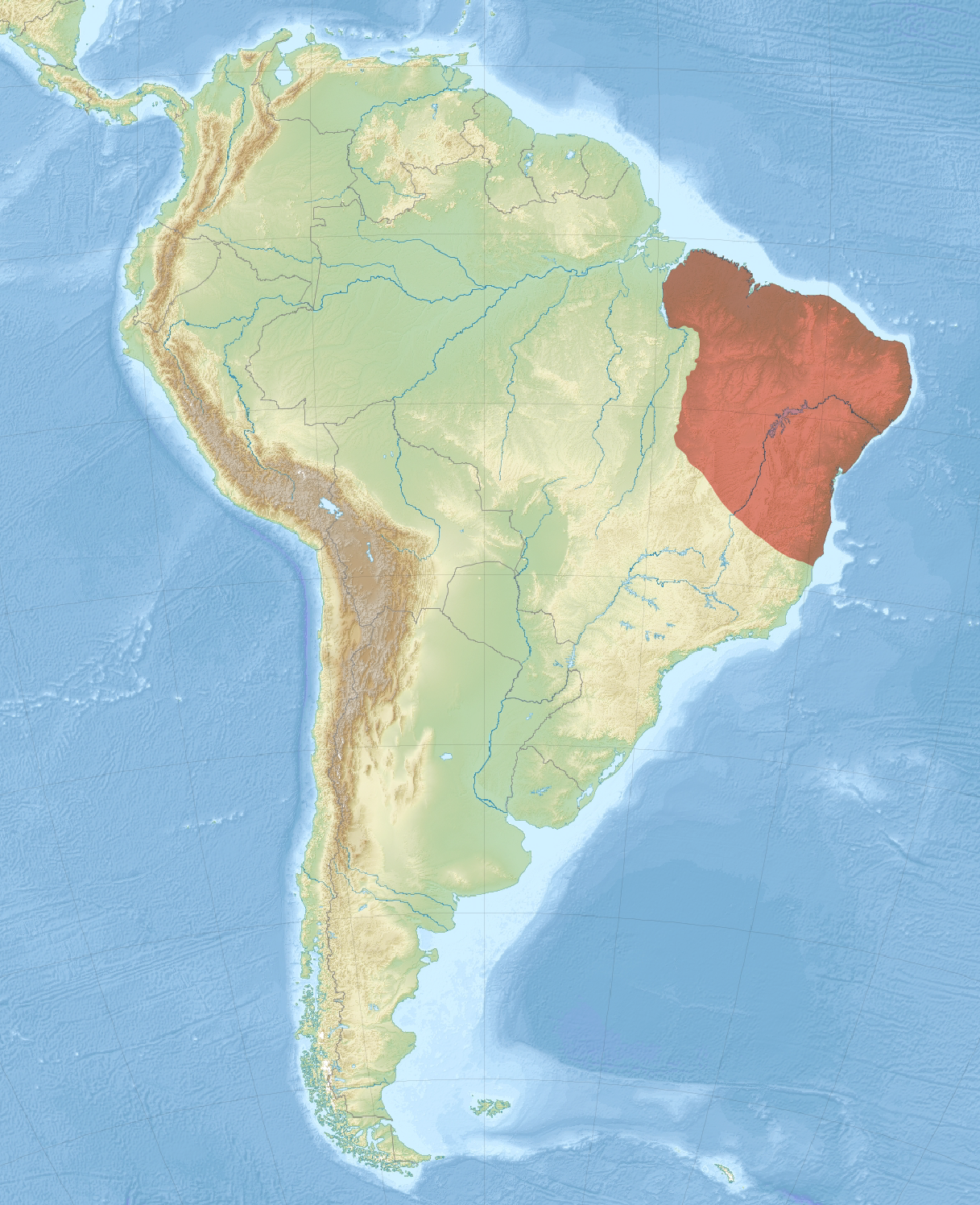
Verbreitungsgebiet des Schwarzsteißagutis

Das Verbreitungsgebiet des Schwarzsteißagutis ist auf das östliche Südamerika begrenzt. Das Verbreitungsgebiet reicht vom Bundesstaat Pará im Norden Brasiliens entlang der Küste bis Bahia sowie im Inland bis in den Norden von Minas Gerais und den Osten von Tocantins.

## Lebensweise
Das Schwarzsteißaguti kommt in den immergrünen Waldgebieten und den semiariden Buschlandregionen seines Verbreitungsgebietes einschließlich der Caatinga und der Cerrado sowie Küstenwälder bis in Höhenlagen von bis etwa 900 Metern vor. Sie leben in sehr diversen Lebensräumen von feuchten Regenwaldhabitaten bis zu trockenen Steppen. In der Caatinga ist es die einzige Art der Agutis.
Die Tiere sind wie andere Arten der Gattung herbivor und ernähren sich vor allem von Früchten, Samen und Nüssen. Eine besondere Bedeutung haben die Tiere als Samenverteiler und damit als Unterstützer zur Verbreitung von Regenwaldbäumen. Sie sind tagaktiv.
Der durchschnittliche Östrus der Weibchen dauert etwa 30 Tage, die Tragzeit beträgt durchschnittlich 104 Tage.

## Systematik

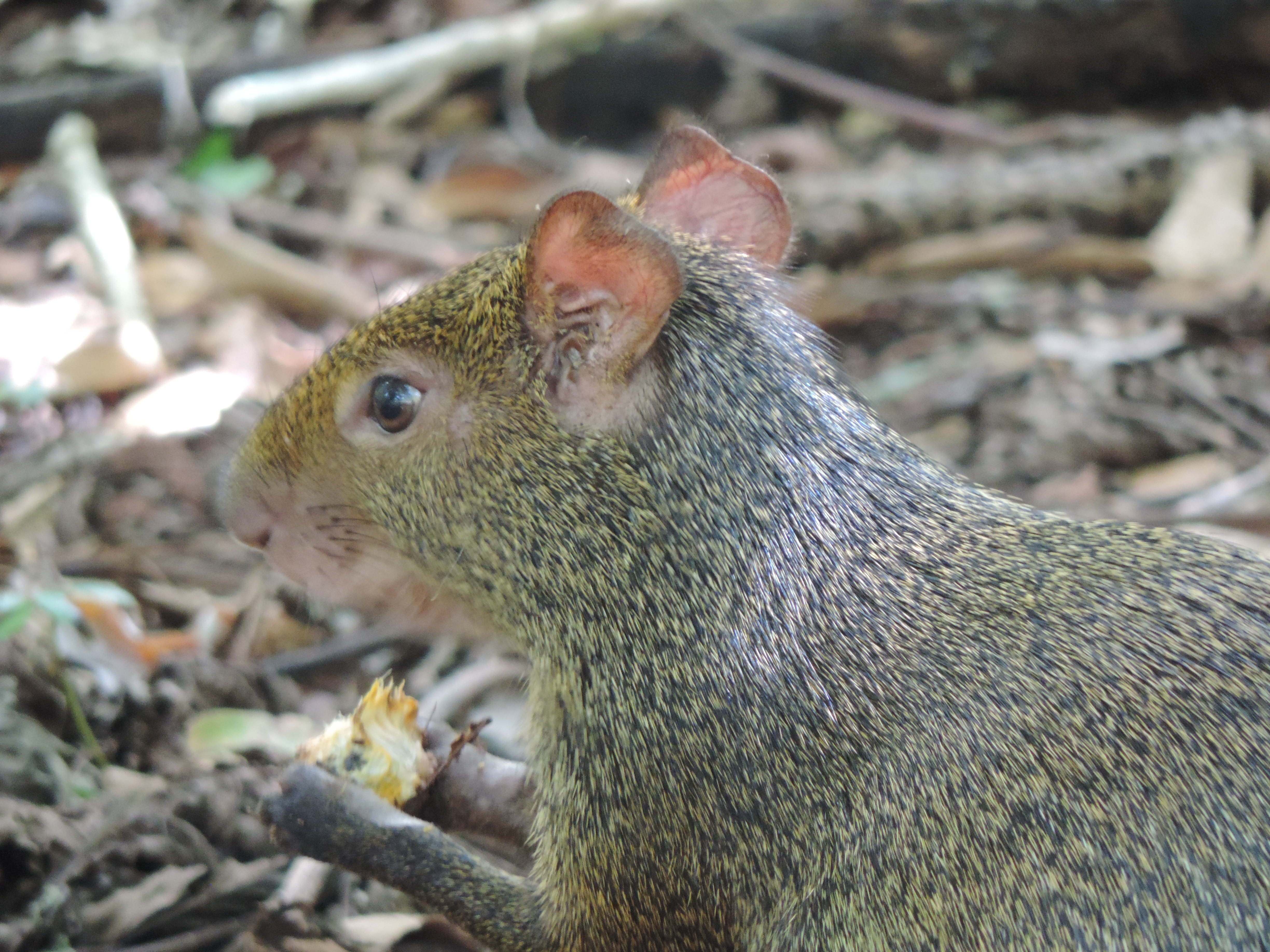
Schwarzsteißaguti im Profil

Das Schwarzsteißaguti wird als eigenständige Art innerhalb der Gattung der Agutis (Dasyprocta) eingeordnet, die aus mehr als zehn anerkannten Arten besteht. Die wissenschaftliche Erstbeschreibung der Art stammt von dem Zoologen Johann Georg Wagler aus dem Jahr 1831, der sie nach eigenen Angaben aus Guyana beschrieb, was 1903 auf Pará in Brasilien korrigiert wurde.
Innerhalb der Art werden keine Unterarten unterschieden.

## Status, Bedrohung und Schutz
Das Schwarzsteißaguti wird von der International Union for Conservation of Nature and Natural Resources (IUCN) als nicht gefährdet („least concern“) eingeordnet. Begründet wird dies mit der weiten Verbreitung und der angenommen großen Bestände der Art. Es sind keine größeren Bedrohungen für diese Art bekannt, sie wird jedoch in einigen Teilen ihres Verbreitungsgebiets bejagt.

## Belege
1. 1 2 3 4 5 6 7 8 9  Black-rumped Agouti. In: J. A. Gilbert, T.E. Lacher jr: Family Dasyproctidae (Agoutis and Acouchys) In: Don E. Wilson, T.E. Lacher, Jr., Russell A. Mittermeier (Hrsg.): Handbook of the Mammals of the World: Lagomorphs and Rodents 1. (HMW, Band 6) Lynx Edicions, Barcelona 2016, S. 459, ISBN 978-84-941892-3-4.
2. 1 2 3  Dasyprocta prymnolopha in der Roten Liste gefährdeter Arten der IUCN 2019. Eingestellt von: F. Catzeflis, J. Patton, A. Percequillo, M. Weksler, 2016. Abgerufen am 22. Dezember 2022.
3. 1 2  Dasyprocta prymnolopha. In: Don E. Wilson, DeeAnn M. Reeder (Hrsg.): Mammal Species of the World. A taxonomic and geographic Reference. 2 Bände. 3. Auflage. Johns Hopkins University Press, Baltimore MD 2005, ISBN 0-8018-8221-4.